# Carolina Cardinals
I Carolina Cardinals sono stati una franchigia di pallacanestro della USBL, con sede a Winston-Salem, nella Carolina del Nord, attivi nel 1996.
Disputarono unicamente la stagione USBL 1996, che terminarono con un record di 6-20. Si sciolsero alla fine del campionato.

## Stagioni
| Stagione | Lega | Denominazione      | V | P  | %    | Piazzamento | Play-off |
| -------- | ---- | ------------------ | - | -- | ---- | ----------- | -------- |
| 1996     | USBL | Carolina Cardinals | 6 | 20 | 23,1 | 6º          | -        |